# Gierłachowo (powiat kościański)
Gierłachowo – wieś w Polsce położona w województwie wielkopolskim, w powiecie kościańskim, w gminie Krzywiń.

## Historia
Miejscowość pierwotnie związana była z Wielkopolską. Istnieje co najmniej od drugiej połowy XII wieku. Wymieniona w łacińskim dokumencie z 1181 jako „Garlochou”, 1258 „Garlochov”, 1294 „Garlochovo”, 1466 „Gyerlachowo”.
Pierwszy zapis z 1181 pochodzi z zachowanego falsyfikatu wystawionego ok. 1230 przez kancelarię księcia wielkopolskiego Władysława III Laskonogiego, który wymienił wieś Gierlachowo wśród posiadłości benedyktynów z Lubinia. W 1258 książę wielkopolski Bolesław Pobożny zatwierdził ten dokument wymieniając wśród posiadłości benedktyńskich m.in. Gierłachowo. Pod datą 1294, w falsyfikacie z 1302, wieś wymieniona została jako część posiadłości benedyktyńskich i potwierdzona przez księcia wielkopolskiego, a późniejszego króla polskiego, Przemysła II. W 1441 król polski Władysław III Warneńczyk zapisał podkomorzemu kaliskiemu Rafałowi z Gołuchowa sumę 500 grzywien na daninie zbożowej zwanej „spy” ze wszystkich wsi opactwa lubińskiego w tym z Goluchowa.
W źródłach XV wiecznych odnotowano zwykłych mieszkańców wsi. W 1463 córkę sołtysa z Gierłachowa żonę rajcy w Krzywiniu. W latach 1481-1488 mieszczanina w Krzywiniu Marcina Gierlachowskiego, syna zmarłego Andrzeja sołtysa w Gierłachowie. W 1482 skwitował on matkę Małgorzatę i brata Jana z majątku po ojcu i matce w sołectwie gierłachowskim. O tej transakcji Tomasza opata lubińskiego poinformował Leonard sołtys ze Zbęch oraz zastępca sołtysa gierłachowskiego. W tym roku odnotowano także ławników na sądzie gajonym jaki się odbył w Gierłachowie, miejscowych chłopów: Piotra Bartowicza, Mikołaja Rączkę oraz Stanisława Śliwę.
W 1552 Paweł Chojnacki opat lubiński odnowił po pożarze przywilej sołecki dla Macieja sołtysa we wsi Gierłachowo. Sołectwo to zakupił jego przodek za 12 grzywien i należały do niego łan roli oraz ogród z łąką, a do tego obecny opat dodał mu jeszcze rolę zwaną „Zbytki” wraz z małą łąką zwaną „Gliniany Smug”. Sołtys miał prawo hodować 200 owiec z własnym owczarzem, posiadać karczmę, zagrodę wśród zabudowań wiejskich. Mógł także pobierać trzecią część kwot wpłacanych z rezygnacji oraz z opłat sądowych. Do jego obowiązków należała zapłata na rzecz konwentu benedyktyńskiego 0,5 grzywny rocznie oraz miał służyć opactwu na dobrym koniu tak jak dotychczas. Kmiecie płacili z każdego łanu po jednej grzywnie czynszu, a w naturze dawali na Wielkanoc po dwa kapłony i 30 jaj. W czasie sądów zobowiązani także byli dawać obiad: kmiecie dwa razy w roku, a sołtys raz.
Miejscowość odnotowano również w historycznych rejestrach poborowych. W 1510 w Gierlachowie odnotowano 7 łanów osiadłych, sołectwo dwu łanowe oraz jednego zagrodnika należacego do sołtysa. W 1530 miał miejsce pobór z dwóch łanów oraz od sołtysa z jednego łana. W 1563 pobrano podatki od 8 łanów, dwóch łanów sołeckich, dwóch komorników oraz z karczmy. W 1571 opat lubiński zapłacił pobór od 7 łanów, 2 łanów sołtysich, 2 zagrodników oraz od karczmy. W 1580 pobrano podatki z 8 łanów kmiecych oraz z dwóch łanów sołeckich.
Wieś duchowna Gerlachowo, własność opata benedyktynów w Lubiniu pod koniec XVI wieku leżała w powiecie kościańskim województwa poznańskiego w Rzeczypospolitej Obojga Narodów.
Wskutek II rozbioru Polski w 1793, miejscowość przeszła pod władanie Prus i jak cała Wielkopolska znalazła się w zaborze pruskim. W okresie Wielkiego Księstwa Poznańskiego (1815-1848) miejscowość wzmiankowana jako Gierlachowo należała do wsi większych w ówczesnym pruskim powiecie Kosten rejencji poznańskiej. Gierlachowo należało do majątku Jerka, którego właścicielem był wówczas (1846) rząd pruski w Berlinie (w Jerce znajdował się urząd pruski). W skład majątku Jerka wchodziło łącznie 16 wsi. Według spisu urzędowego z 1837 roku Gierlachowo liczyło 164 mieszkańców, którzy zamieszkiwali 23 dymy (domostwa).
W latach 1975–1998 miejscowość należała administracyjnie do województwa leszczyńskiego.